# Krunoslav Draganović
Krunoslav Stjepan Draganović (30/10/1903 – 3/6/1983) là một linh mục Công giáo La Mã Dòng Phanxicô người Croatia, và là một nhà sử học Kitô giáo. Trong Thế chiến II ông là một thành viên Ustaša (tiếng Croatia: Ustaša – Hrvatski Revolucionarni Pokret; nghĩa là Phong trào Cách mạng Croatia) và là một người hoạt động trong nhà nước bù nhìn phát xít được gọi là Nhà nước Độc lập Croatia .
Sau chiến tranh hoạt động của ông gắn với Con đường chuột (ratlines) hỗ trợ các tội phạm chiến tranh Ustaše đào thoát khỏi Châu Âu khi ông đang sống và làm việc tại Đại học Giáo hoàng St. Jerome ở Rome .

## Thời trẻ
Draganović sinh ra ở Matići, Đế quốc Áo-Hung, nay là vùng Orašje ở Bosnia và Herzegovina. Ông học trung học ở Travnik, học thần học và triết học ở Sarajevo. Draganović được thụ phong linh mục ngày 1 tháng 7 năm 1928.
Khoảng năm 1932-35 học tại Học viện Đông phương Papal và Đại học Dòng Tên Gregorian ở Rome. Năm 1935, luận án tiến sĩ tiếng Đức của ông, có tựa đề, "Massenübertritte von Katholiken zur Orthodoxie im kneumischen Sprachros zur Zeit der Türkenherrschaft" (Chuyển đổi hàng loạt người Công giáo sang Chính thống giáo ở Croatia) được xuất bản. Điều này sau đó được Ustaše sử dụng như một sự biện minh cho việc chuyển đổi bắt buộc sang Công giáo .
Năm 1935 ông trở lại Bosnia, ban đầu làm thư ký cho Đức Tổng Giám mục Ivan Šarić.

## Công trình tiêu biểu
- Izvješće fra Tome Ivkovića, biskupa skradinskog, iz godine 1630. (1933)
- Izvješće apostolskog vizitatora Petra Masarechija o prilikama katoličkog naroda u Bugarskoj, Srbiji, Srijemu, Slavoniji i Bosni g. 1623. i 1624. (1937)
- Opći šematizam Katoličke crkve u Jugoslaviji, en: General schematism of the Catholic Church in Yugoslavia (1939) [6]
- Hrvati i Herceg-Bosna (1940)
- Hrvatske biskupije. Sadašnjost kroz prizmu prošlosti (1943)
- Katalog katoličkih župa u BH u XVII. vijeku (1944)
- Povijest Crkve u Hrvatskoj (1944)
- Opći šematizam Katoličke crkve u Jugoslaviji, Cerkev v Jugoslaviji 1974, en: General schematism of the Catholic Church in Yugoslavia, The Church in Yugoslavia 1974 (1975) [7]
- Katarina Kosača – Bosanska kraljica (1978)
- Komušina i Kondžilo (1981)
- Masovni prijelazi katolika na pravoslavlje hrvatskog govornog područja u vrijeme vladavine Turaka (1991)